# Weilham
Weilham ist ein Gemeindeteil der Stadt Tittmoning im oberbayerischen Landkreis Traunstein. 

## Geschichte
Das Dorf, dessen Name wohl auf das lateinische Wort „villa“ zurückgeht, wird im 13. Jahrhundert erstmals genannt. Aus Weilham stammt ein ab dem frühen 14. Jahrhundert nachweisbares Geschlecht, aus dem in Tittmoning tätige Kastner und Stadtrichter hervorgingen.

## Baudenkmäler

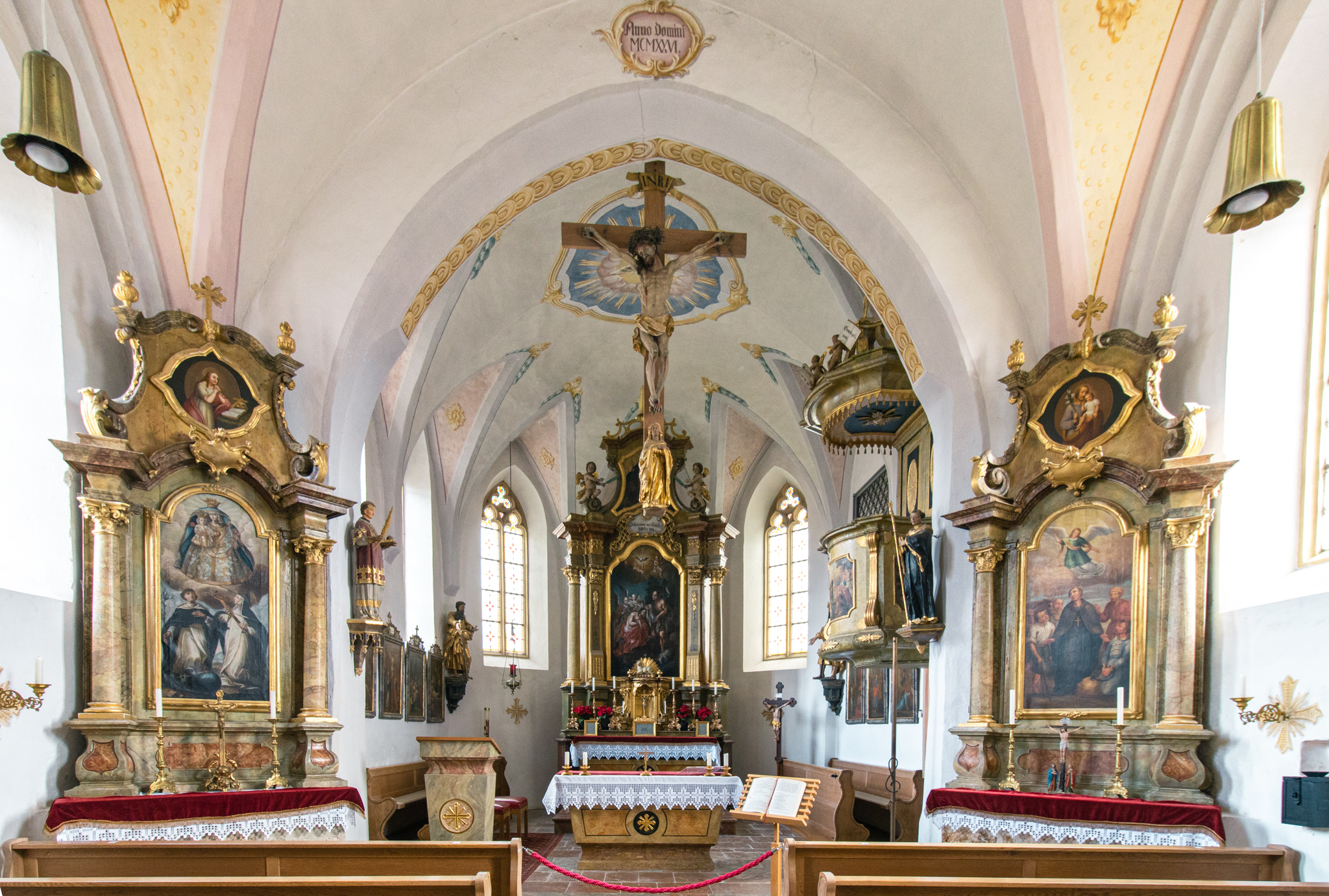
Innenansicht der Kirche

- Katholische Filialkirche St. Johannes Baptista, erbaut im 15. Jahrhundert

## Bodendenkmäler
Siehe: Liste der Bodendenkmäler in Tittmoning